# Pałac w Dębowym Gaju
Pałac w Dębowym Gaju – wybudowany w 1620 r. w Dębowym Gaju – wsi sołeckiej w Polsce, w województwie dolnośląskim, w powiecie lwóweckim, w gminie Lwówek Śląski.

## Historia
Pałac wybudowany w 1525 przez Franza von Zedlitza. Następnie przebudowany w latach 1619-1621 na styl renesansowy przez Henryka von Reichenbacha, który ożenił się z Hedwig, córkę Hansa von Zedlitz. Najcenniejszym ocalałym detalem architektonicznym pałacu jest manierystyczny portal, który znajduje się obecnie w Twierdzy Kłodzko. W prostokątnym frontonie podtrzymywanym przez kolumny korynckie umieszczone były dwa kartusze z herbami: Henryka von Reichenbacha  (L) i Hedwig von Zedlitz (P). Herby szlacheckie znajdują się również w portalu, trzymane przez anioły w przestrzeniach pomiędzy łukiem otworu wejściowego a kolumną koryncką: von Reichenbach (L) i von Zedlitz (P); pod fryzem z sentencją w j. łac. Pax intrantibus. Salus exeuntibus (Pokój wchodzącym. Zdrowie wychodzącym).
Obiekt jest częścią zespołu pałacowego, w skład którego wchodzą jeszcze: obecnie zdziczały park o pow. 2,6 ha, oficyna z 1780 r., przebudowana w XIX w. Częściowo uszkodzony w czasie II wojny światowej przez Armię Czerwoną. W czasach Polski Ludowej wykorzystywany przez Państwowe Gospodarstwo Rolne jako magazyn zbożowy oraz nawozowy.

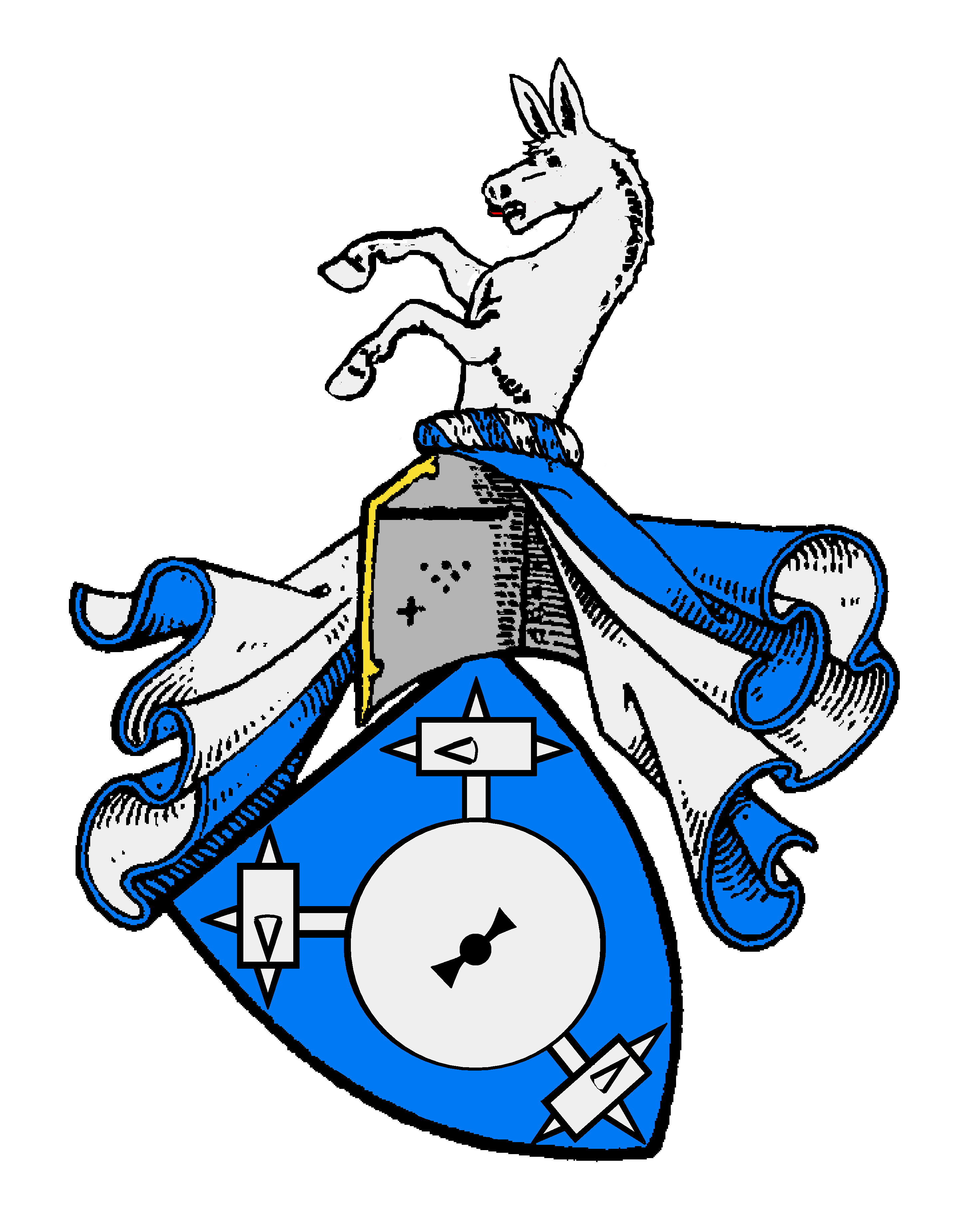
Herb von Reichenbach
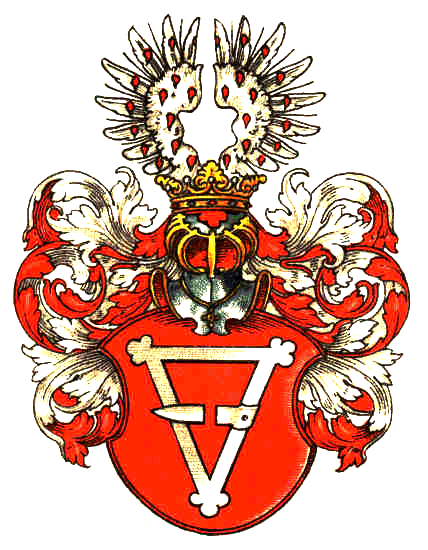
Herb von Zedlitz